# Alfa Romeo C41
L'Alfa Romeo C41 è una monoposto di Formula 1, costruita dalla scuderia Alfa Romeo per partecipare al campionato mondiale di Formula 1 2021.

## Livrea
La livrea della monoposto, sviluppata dal Centro Stile Alfa Romeo il cui logo è posizionato nella parte posteriore del cofano motore, riprende grossomodo lo stile biancorosso già visto sulla precedente C39, in primis per la presenza di un grande logo Alfa Romeo stilizzato sul cofano motore, differenziandosi tuttavia per l'uso del rosso che stavolta si concentra prettamente sull'ala posteriore e sulle pance laterali, invertendo per il retrotreno della vettura lo schema cromatico utilizzato negli anni precedenti – e richiamando, non troppo velatamente secondo alcuni osservatori, lo schema della bandiera polacca in omaggio al co-title sponsor ORLEN –; di colore rosso sono anche l'Halo e parti dell'ala anteriore. Tra i dettagli, sull'airscope è presente il logo dell'Autodelta al posto del Quadrifoglio, adesso spostato sul cofano.
Per il Gran Premio di Stiria la livrea presenta delle variazioni atte a celebrare il 111º anniversario della fondazione dell'Alfa Romeo. Tali cambiamenti consistono nel mutamento della croce del logo Alfa Romeo presente sul cofano motore nella scritta «111», nell'aggiunta delle date «1910 2021» e, infine, sul muso, di un disegno dello scudetto Alfa Romeo che richiama quello delle Giulia GTA e GTAm, vetture stradali sviluppate dalla casa del Biscione proprio in collaborazione con Sauber Motorsport.
Tale livrea viene riproposta grossomodo nel Gran Premio d'Italia per celebrare la vittoria del primo campionato mondiale piloti di Nino Farina, a bordo dell'Alfa Romeo 159, proprio al termine dell'edizione 1950 dell'evento brianzolo. Essa presenta tuttavia alcune differenze: la scritta «111» viene virata cromaticamente nei colori della bandiera d'Italia (in particolare i primi due «1» sono verdi, mentre il terzo rimane rosso), le date «1910 2021» sono posizionate all'interno del Biscione, viene colorata in verde la parte superiore dell'airscope e infine il logo Alfa Romeo posto sul musetto viene aggiornato in modo da replicare il simbolo celebrativo posto sul cofano.
Nel Gran Premio di Abu Dhabi, l'ultimo della stagione, viene aggiunta una frase di ringraziamento sul cofano motore, differente per ognuna delle due vetture, per salutare i due piloti Kimi Räikkönen e Antonio Giovinazzi alla loro ultima gara con la squadra: «Dear Kimi, we will leave you alone now» (in inglese "Caro Kimi, adesso ti lasceremo in pace") per il finlandese – in riferimento a un suo team radio divenuto virale – e «Grazie di tutto, Antonio» per l'italiano.

## Presentazione
La vettura è stata presentata il 22 febbraio 2021 al Grande Teatro-Opera Nazionale di Varsavia. Alla cerimonia hanno presenziato anche i tre piloti Räikkönen, Robert Kubica e Giovinazzi.

## Caratteristiche

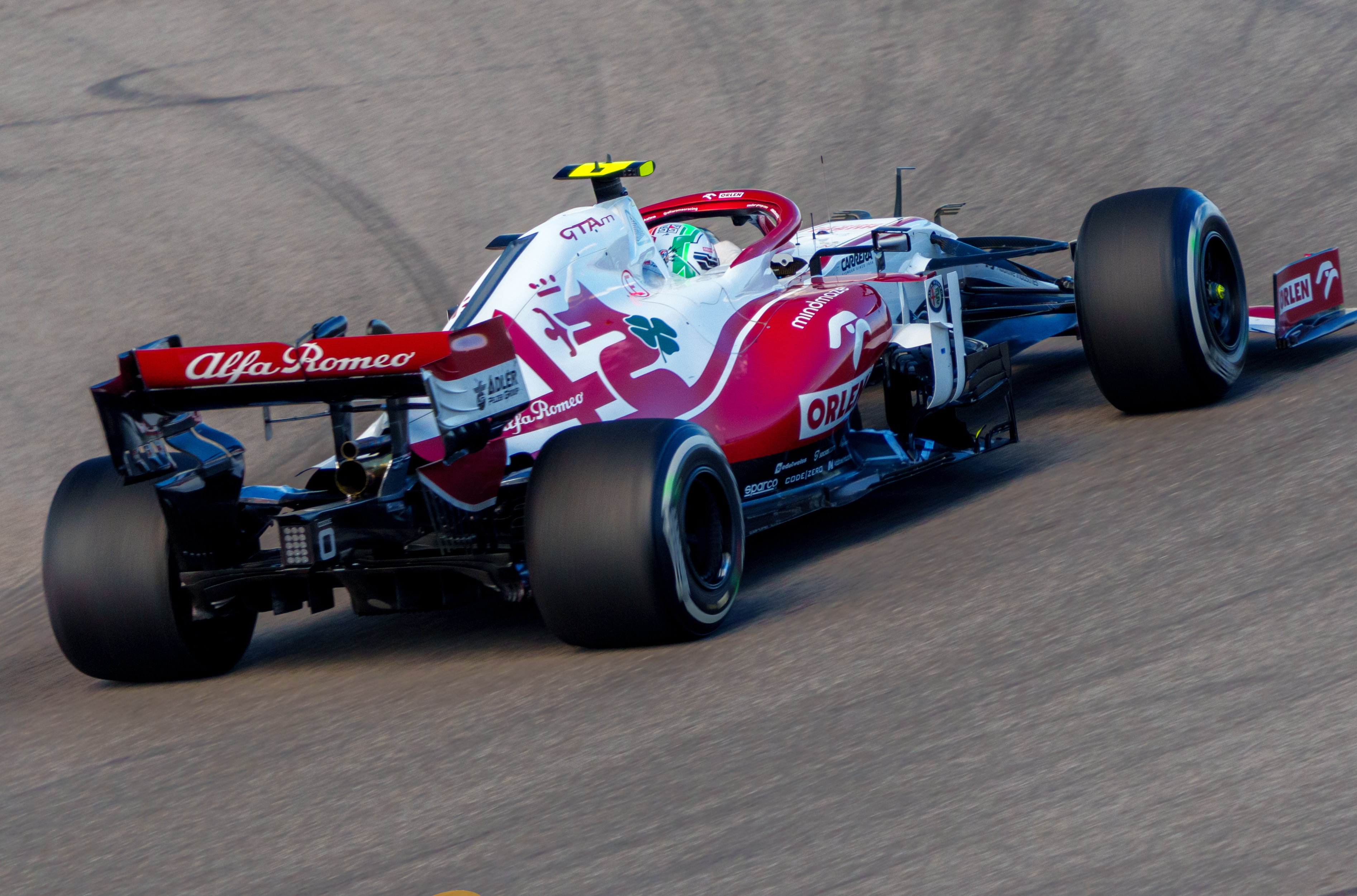
Vista posteriore

La prima particolarità della vettura sta nel nome, che non segue l'ordine di numerazione classico; infatti la vettura per la stagione 2021 in origine avrebbe dovuto chiamarsi C40 ma, con il rinvio del cambio dei regolamenti al 2022, tale progetto è stato rimandato sicché la vettura per il 2021 è stata denominata direttamente C41. La vettura non differisce molto dalla precedente C39 (infatti è una stretta evoluzione della precedente C39, essendo basata sullo stesso telaio e condividendone molte componenti non modificabili per regolamento.) ma, come imposto dal regolamento, è dotata di un nuovo fondo che è ridotto nella parte posteriore e di un diffusore e delle prese dei freni posteriori con appendici aerodinamiche anch’esse ridotte nelle dimensioni. Inoltre la parte anteriore della C41 è stata totalmente ridisegnata rispetto alla precedente C39, dal momento che l'Alfa Romeo ha investito i gettoni che consentivano la modifica di una parte della monoposto nel muso, privilegiando la configurazione a muso stretto e piatto.
La vettura inoltre porta all'esordio il motore Ferrari 065/6 il cui sviluppo era cominciato già l'anno precedente, accreditato di più potenza e coppia oltreché con varie migliorie per aumentarne l'affidabilità, due fattori che avevano influito in negativo sulla resa del propulsore di Maranello durante il campionato 2020, nonché una riduzione complessiva degli ingombri. A cambiare sono anche le pance, dalla forma più sinuosa e piatta, e le prese d'aria per i radiatori.

## Carriera agonistica

### Stagione

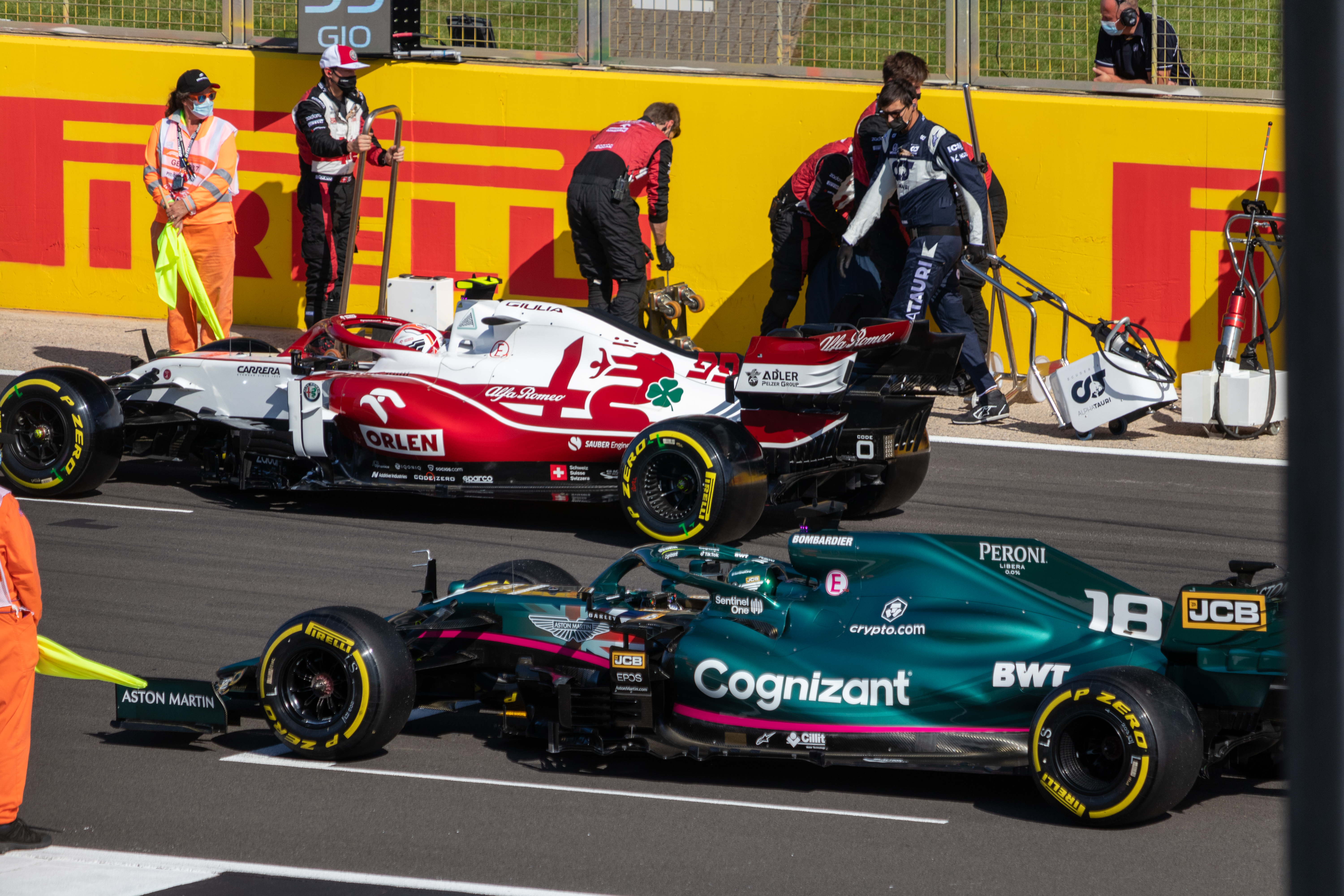
La C41 di Antonio Giovinazzi (in secondo piano) sulla griglia di partenza del Gran Premio di Gran Bretagna, davanti alla Aston Martin AMR21 di Lance Stroll.

Già dalla prima gara stagionale in Bahrein si notano i cambiamenti rispetto alla passata stagione, con Räikkönen e Giovinazzi che riescono ad accedere alla Q2, qualificandosi sorprendentemente davanti alla ben più quotata Alpine-Renault di Esteban Ocon e alla Aston Martin-Mercedes di Sebastian Vettel. Ancora meglio in gara, dove Räikkönen e Giovinazzi concludono rispettivamente all'11º e al 12º posto a soli due secondi dall'ultimo piazzamento a punti disponibile. A Imola, invece, non si ripete l'exploit del Bahrain in qualifica e le due Alfa Romeo sono costrette a partire dal fondo dello schieramento, davanti soltanto alle due Haas. In gara però, grazie alle condizioni meteorologiche avverse e al conseguente rimescolamento dei valori in pista, Räikkönen riesce a tagliare il traguardo al 9º posto, ma viene penalizzato dalla FIA con 30 secondi aggiuntivi sul tempo di gara per non aver rispettato la procedura di ripartenza della gara dietro la safety car a seguito di un'escursione di pista, dopo che quest'ultima era stata sospesa chiudendo quindi al 13º posto, subito davanti al compagno di squadra.
Nella tappa successiva, in Portogallo, Callum Ilott viene ufficialmente nominato pilota di riserva della squadra e prende parte alle PL1 al posto di Giovinazzi. Sempre in occasione di questo evento, l'Alfa Romeo Racing chiede una revisione della penalità inflitta a Räikkönen nel GP precedente, ritenendo che il pilota sia già stato penalizzato dal testacoda in sé, con cui ha perso due posizioni, nonostante non sia entrato in pit lane, seguendo la procedura stabilita dal regolamento in caso di perdita di posizioni dietro la vettura di sicurezza prima della ripartenza della gara. La FIA, dopo aver revisionato la penalità inflitta, respinge il ricorso presentato dalla scuderia elvetica, confermando la sanzione del pilota finlandese. La regola viene modificata proprio a partire da questo Gran Premio.; in qualifica, le due Alfa Romeo tornano ad accedere al Q2 e in gara Giovinazzi chiude 12º mentre Räikkönen si ritira al primo giro a causa di un contatto proprio con il pilota pugliese.
A Montecarlo, su una pista dove non è necessario avere velocità di punta, le due monoposto sono artefici di una buona sessione di qualifica, con Giovinazzi che riesce addirittura a raggiungere per la prima volta in stagione la Q3, piazzandosi in 10ª posizione. In gara Giovinazzi riuscirà a tenere la posizione grazie anche al ritiro di Valtteri Bottas, ottenendo il primo punto in stagione per sé e per la squadra e riuscendo a più riprese a insidiare l'Alpine di Ocon senza però riuscire a sorpassarla. In Azerbaigian è invece Räikkönen ad arrivare decimo, conquistando un altro punto. Dopo alcune gare senza piazzamenti utili, l'Alfa Romeo torna in top ten in Ungheria con Räikkönen grazie alla squalifica di Sebastian Vettel. Tuttavia, a causa del settimo e dell'ottavo posto ottenuti dai due piloti della Williams-Mercedes Nicholas Latifi e George Russell, la scuderia scivola in nona posizione nei costruttori.
Prima del Gran Premio d'Olanda Räikkönen viene trovato positivo al SARS-CoV-2: il finlandese salta quindi questa gara e quella successiva a Monza venendo sostituito dal pilota di riserva Kubica. In entrambi gli appuntamenti Giovinazzi entra in Q3, pur non riuscendo a ottenere punti per errori del team (in Olanda) e del pilota (in Italia). Räikkönen rientra nel Gran Premio di Russia centrando subito un ottavo posto, miglior risultato della squadra dal Gran Premio del Brasile 2019. Nelle tre gare seguenti Giovinazzi conclude sempre undicesimo, dimostrando i progressi della vettura, mentre Räikkönen, con un altro ottavo posto a Città del Messico, porta a 11 il bottino di punti del team, superando la stagione precedente. Al Gran Premio d'Arabia Saudita, Giovinazzi riesce a portare altri 2 punti al team con il nono posto, mentre nell'ultimo Gran Premio stagionale di Abu Dhabi le due monoposto si ritirano a distanza di pochi giri l'una dall'altra per motivi di affidabilità. Il team chiude la stagione al nono posto in classifica costruttori, con 13 punti totali, dei quali 10 sono del finlandese e 3 dell'italiano. È inoltre l'ultima stagione in Alfa Romeo per entrambi i piloti, con Räikkönen che annuncia il ritiro dalle corse all'età di 42 anni, dopo 20 stagioni in Formula 1, mentre Giovinazzi non viene riconfermato per la successiva stagione per far spazio ai due nuovi piloti del team, Valtteri Bottas e Guanyu Zhou.

## Scheda tecnica
| Caratteristiche tecniche - Alfa Romeo C41                      | Caratteristiche tecniche - Alfa Romeo C41                          | Caratteristiche tecniche - Alfa Romeo C41                          | Caratteristiche tecniche - Alfa Romeo C41                                                           | Caratteristiche tecniche - Alfa Romeo C41                                                           | Caratteristiche tecniche - Alfa Romeo C41                                                           |
| -------------------------------------------------------------- | ------------------------------------------------------------------ | ------------------------------------------------------------------ | --------------------------------------------------------------------------------------------------- | --------------------------------------------------------------------------------------------------- | --------------------------------------------------------------------------------------------------- |
|                                                                |                                                                    |                                                                    | | | |
| Configurazione                                                 |                                                                    |                                                                    | | | |
| Carrozzeria: monoposto                                         | Carrozzeria: monoposto                                             | Posizione motore: centrale                                         | Posizione motore: centrale                                                                          | Trazione: posteriore                                                                                | Trazione: posteriore                                                                                |
| Dimensioni e pesi                                              |                                                                    |                                                                    | | | |
| Ingombri (lungh.×largh.×alt. in mm): 5600 × 2000 × 950         | Ingombri (lungh.×largh.×alt. in mm): 5600 × 2000 × 950             | Ingombri (lungh.×largh.×alt. in mm): 5600 × 2000 × 950             | Ingombri (lungh.×largh.×alt. in mm): 5600 × 2000 × 950                                              | Diametro minimo sterzata:                                                                           | Diametro minimo sterzata:                                                                           |
| Posti totali: 1                                                | Posti totali: 1                                                    | Bagagliaio: assente                                                | Bagagliaio: assente                                                                                 | Serbatoio: 110 kg                                                                                   | Serbatoio: 110 kg                                                                                   |
| Masse                                                          | / in ordine di marcia: 752 kg                                      | / in ordine di marcia: 752 kg                                      | / in ordine di marcia: 752 kg                                                                       | / in ordine di marcia: 752 kg                                                                       | / in ordine di marcia: 752 kg                                                                       |
| Meccanica                                                      |                                                                    |                                                                    | | | |
| Tipo motore: Ferrari 065/6, V6 turbo ibrido con bancate di 90° | Tipo motore: Ferrari 065/6, V6 turbo ibrido con bancate di 90°     | Tipo motore: Ferrari 065/6, V6 turbo ibrido con bancate di 90°     | Cilindrata: 1600 cm³                                                                                | Cilindrata: 1600 cm³                                                                                | Cilindrata: 1600 cm³                                                                                |
| Distribuzione: pneumatica                                      | Distribuzione: pneumatica                                          | Distribuzione: pneumatica                                          | Alimentazione: 500 bar-diretta (1 iniettore per cilindro)                                           | Alimentazione: 500 bar-diretta (1 iniettore per cilindro)                                           | Alimentazione: 500 bar-diretta (1 iniettore per cilindro)                                           |
| Prestazioni motore                                             | Potenza: 970 CV / Coppia: 480 N·m                                  | Potenza: 970 CV / Coppia: 480 N·m                                  | Potenza: 970 CV / Coppia: 480 N·m                                                                   | Potenza: 970 CV / Coppia: 480 N·m                                                                   | Potenza: 970 CV / Coppia: 480 N·m                                                                   |
| Accensione: Magneti Marelli statica                            | Accensione: Magneti Marelli statica                                | Accensione: Magneti Marelli statica                                | Impianto elettrico: Magneti Marelli                                                                 | Impianto elettrico: Magneti Marelli                                                                 | Impianto elettrico: Magneti Marelli                                                                 |
| Frizione: levetta posizionata sul volante                      | Frizione: levetta posizionata sul volante                          | Frizione: levetta posizionata sul volante                          | Cambio: longitudinale sequenziale Ferrari,8 marce + RM con comando semiautomatico a cambiata veloce | Cambio: longitudinale sequenziale Ferrari,8 marce + RM con comando semiautomatico a cambiata veloce | Cambio: longitudinale sequenziale Ferrari,8 marce + RM con comando semiautomatico a cambiata veloce |
| Telaio                                                         |                                                                    |                                                                    | | | |
| Corpo vettura                                                  | in materiale composito a nido d'ape con fibra di carbonio          | in materiale composito a nido d'ape con fibra di carbonio          | in materiale composito a nido d'ape con fibra di carbonio                                           | in materiale composito a nido d'ape con fibra di carbonio                                           | in materiale composito a nido d'ape con fibra di carbonio                                           |
| Sospensioni                                                    | anteriori: push-rod / posteriori: pull rod                         | anteriori: push-rod / posteriori: pull rod                         | anteriori: push-rod / posteriori: pull rod                                                          | anteriori: push-rod / posteriori: pull rod                                                          | anteriori: push-rod / posteriori: pull rod                                                          |
| Freni                                                          | anteriori: Freni a disco Brembo / posteriori: Freni a disco Brembo | anteriori: Freni a disco Brembo / posteriori: Freni a disco Brembo | anteriori: Freni a disco Brembo / posteriori: Freni a disco Brembo                                  | anteriori: Freni a disco Brembo / posteriori: Freni a disco Brembo                                  | anteriori: Freni a disco Brembo / posteriori: Freni a disco Brembo                                  |
| Pneumatici                                                     | Pirelli / Cerchi: O.Z. da 13 in                                    | Pirelli / Cerchi: O.Z. da 13 in                                    | Pirelli / Cerchi: O.Z. da 13 in                                                                     | Pirelli / Cerchi: O.Z. da 13 in                                                                     | Pirelli / Cerchi: O.Z. da 13 in                                                                     |
| Altro                                                          |                                                                    |                                                                    | | | |
| Energia batteria (a giro) 4 MJ                                 | Sistema ERS                                                        | Sistema ERS                                                        | Sistema ERS                                                                                         | Sistema ERS                                                                                         | Sistema ERS                                                                                         |
| Potenza MGU-K: 120 kW                                          | Giri max MGU-K: 50 000 giri/min Giri max MGU-H: 125 000 giri/min   | Giri max MGU-K: 50 000 giri/min Giri max MGU-H: 125 000 giri/min   | Giri max MGU-K: 50 000 giri/min Giri max MGU-H: 125 000 giri/min                                    | Giri max MGU-K: 50 000 giri/min Giri max MGU-H: 125 000 giri/min                                    | Giri max MGU-K: 50 000 giri/min Giri max MGU-H: 125 000 giri/min                                    |
| Fonte dei dati: Alfa Romeo Racing ORLEN                        |                                                                    |                                                                    | | | |

## Piloti
| Piloti ufficiali       | Piloti ufficiali   | Piloti ufficiali |
| Nazione                | Nome               | Numero           |
| ---------------------- | ------------------ | ---------------- |
| Finlandia (bandiera)   | Kimi Räikkönen     | 7                |
| Polonia (bandiera)     | Robert Kubica      | 88               |
| Italia (bandiera)      | Antonio Giovinazzi | 99               |
| Piloti di riserva      |                    |                  |
| Nazione                | Nome               | Numero           |
| Polonia (bandiera)     | Robert Kubica      | 88               |
| Colombia (bandiera)    | Tatiana Calderón   | Tatiana Calderón |
| Regno Unito (bandiera) | Callum Ilott       | 98               |

## Risultati in Formula 1
| Anno | Team              | Motore  | Gomme | Piloti     |    |    |     |    |    |    |    |    |    |    |    |    |    |    |    |    |    |    |    |    |    |     | Punti | Pos. |
| ---- | ----------------- | ------- | ----- | ---------- | -- | -- | --- | -- | -- | -- | -- | -- | -- | -- | -- | -- | -- | -- | -- | -- | -- | -- | -- | -- | -- | --- | ----- | ---- |
| 2021 | Alfa Romeo Racing | Ferrari | P     | Räikkönen  | 11 | 13 | Rit | 12 | 11 | 10 | 17 | 11 | 15 | 15 | 10 | 18 | SP |    | 8  | 12 | 13 | 8  | 12 | 14 | 15 | Rit | 13    | 9º   |
| 2021 | Alfa Romeo Racing | Ferrari | P     | Kubica     |    |    |     | SP |    |    |    | SP |    |    | SP |    | 15 | 14 |    |    |    |    |    |    |    |     | 13    | 9º   |
| 2021 | Alfa Romeo Racing | Ferrari | P     | Giovinazzi | 12 | 14 | 12  | 15 | 10 | 11 | 15 | 15 | 14 | 13 | 13 | 13 | 14 | 13 | 16 | 11 | 11 | 11 | 14 | 15 | 9  | Rit | 13    | 9º   |

| Legenda | 1º posto     | 2º posto | 3º posto    | A punti         | Senza punti/Non class.  | Grassetto – Pole position Corsivo – Giro più veloce Apice – Risultato Qualifica Sprint (A punti) |
| Legenda | Squalificato | Ritirato | Non partito | Non qualificato | Solo prove/Terzo pilota | Grassetto – Pole position Corsivo – Giro più veloce Apice – Risultato Qualifica Sprint (A punti) |